# 克雷佩
克雷佩（法語：Crépey，法語發音：[kʁepɛ]）是法国默尔特-摩泽尔省的一个市镇，位于该省南部，属于图勒区。

## 地理
克雷佩（48°31'41"N, 5°58'18"E）面积20.9 平方千米，位于法国大東部大區默尔特-摩泽尔省，该省份为法国东北部内陆省份，是洛林的一部分，北邻比利时、卢森堡，北起顺时针与摩泽尔省、下莱茵省、孚日省和默兹省接壤。
与克雷佩接壤的市镇（或旧市镇、城区）包括：阿兰、科隆贝莱贝勒、热尔米尼、戈维莱、瑟兰库尔、蒂耶欧格罗塞耶。

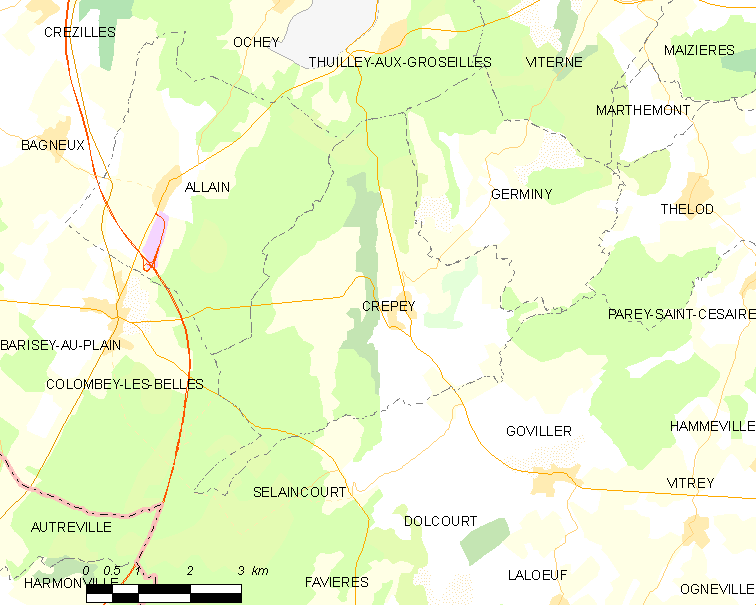
克雷佩的OSM定位图

克雷佩的时区为UTC+01:00、UTC+02:00（夏令时）。

## 行政
克雷佩的邮政编码为54170，INSEE市镇编码为54143。

## 政治
克雷佩所属的省级选区为梅讷欧桑图瓦县。

## 人口

1962-2008年间克雷佩人口变化图示

克雷佩于2022年1月1日时的人口数量为386人。